# Plastická výšivka

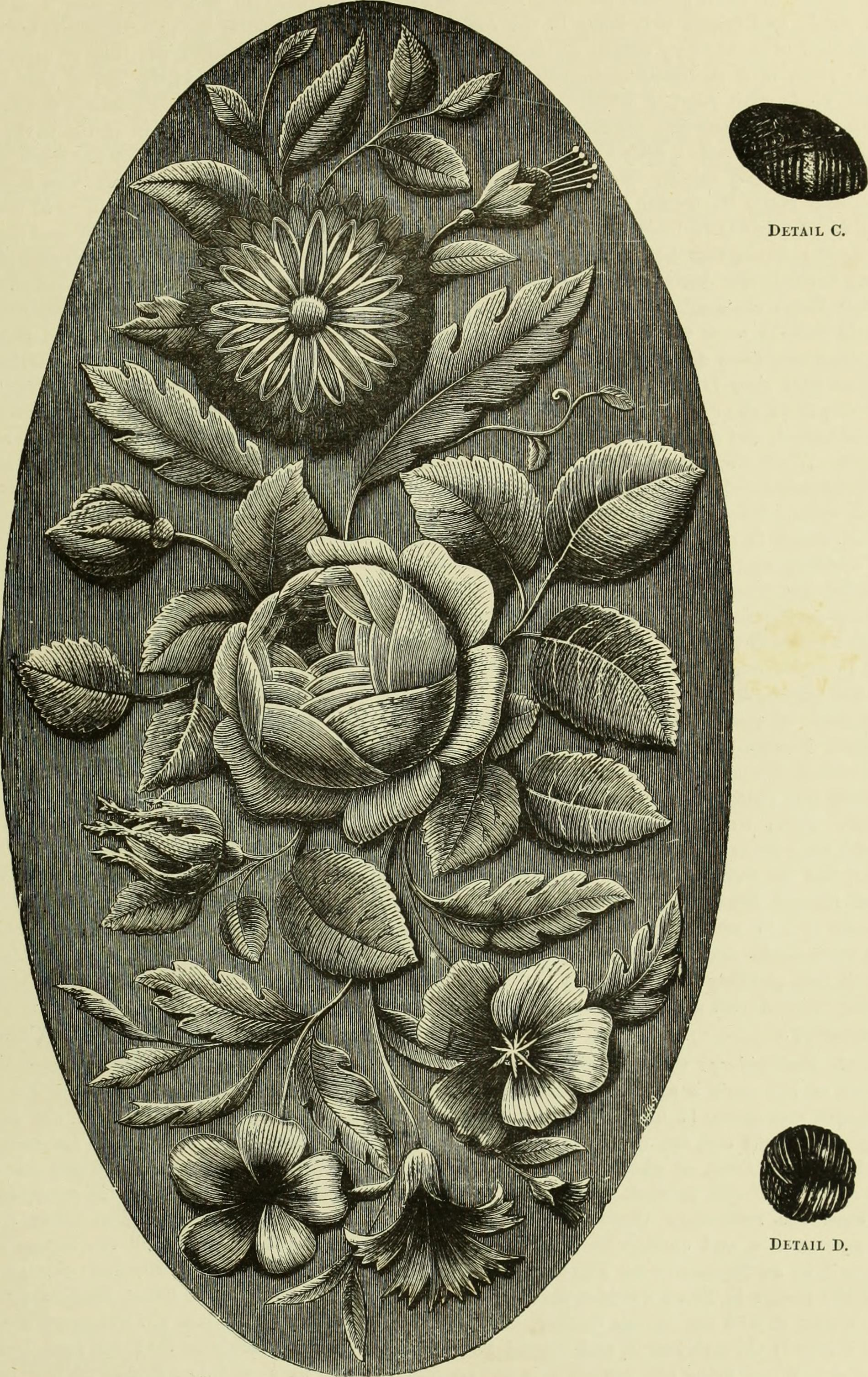
Plastická výšivka s vatelínovou vložkou (ze 2. poloviny 19. století)

Plastická výšivka je práce s jehlou, při které se z vyšívacích stehů tvoří na povrchu podkladové textilie trojdimenzionální efekty.

## Historie

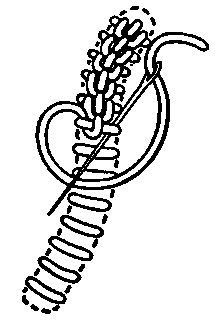
Řetězec stehů na plastické výšivce (nákres z roku 2020)

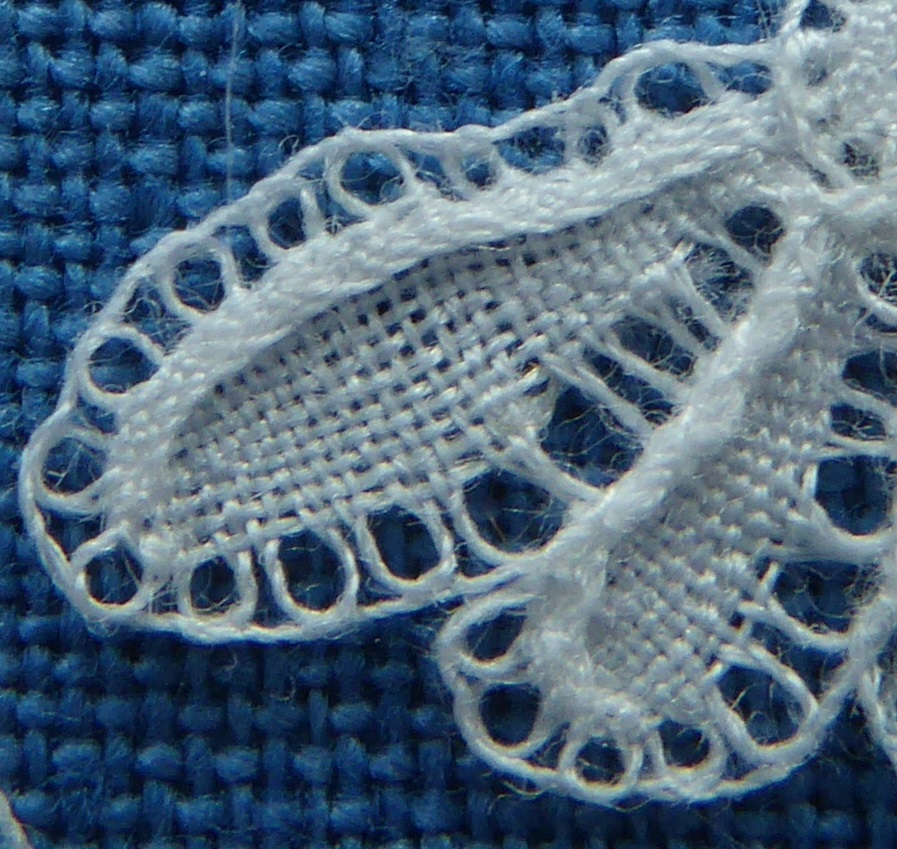
Plastická výšivka na honitonské krajcce (2014)

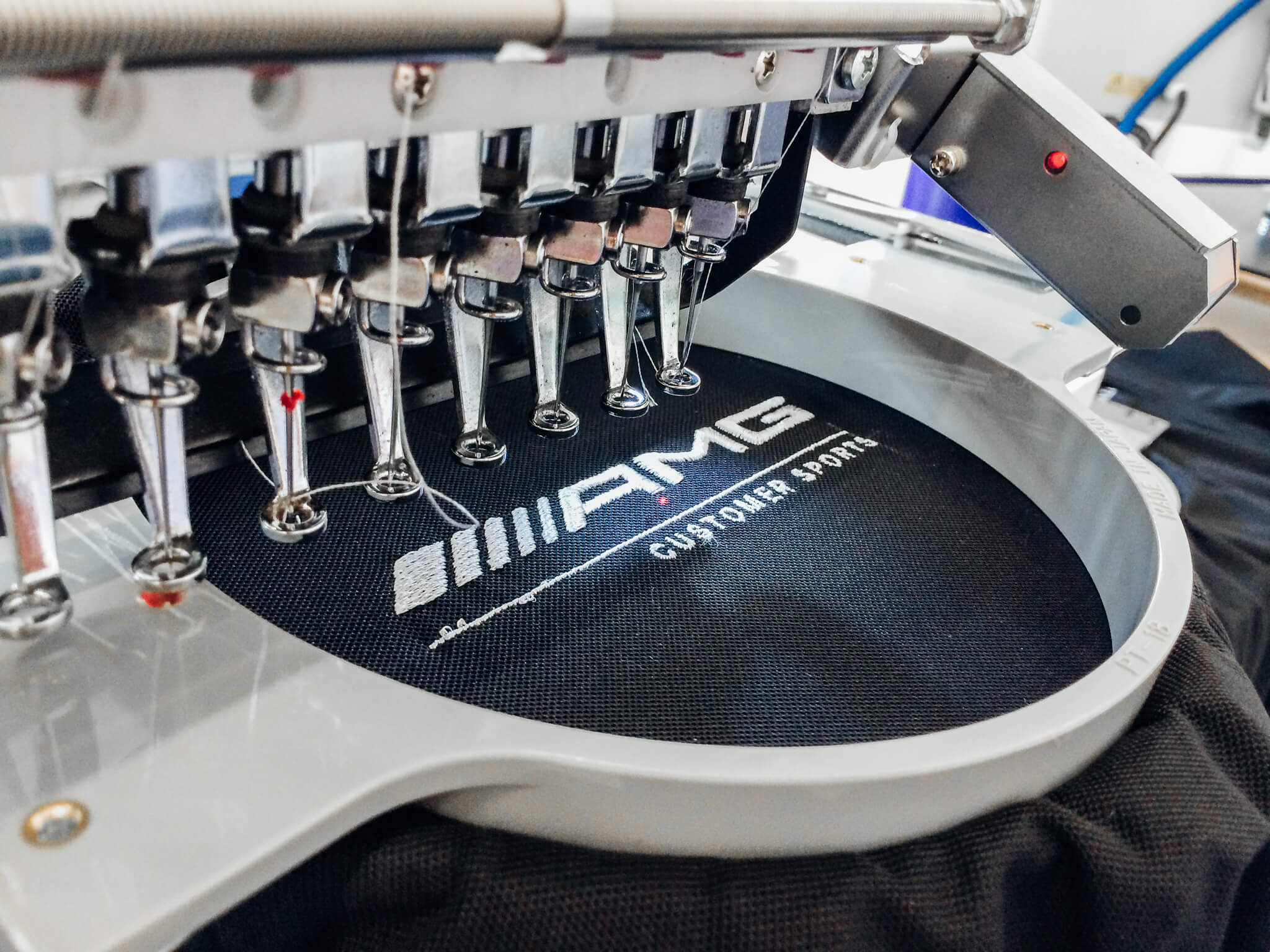
Srojní výroba plastické výšivky (2016)

Nejstarší plastické výšivky jsou známé z konce 17. století z Anglie jako hrubá „vycpávaná“ výšivka. První výrobky se prodávaly většinou jako soupravy, kterré měly mít pověst nepříliš uměleckých výtvorů. Jejich polularita brzy přešla, k oživení došlo asi o sto let později, kdy se jim v Anglii začalo říkat stumpwork (přibližně: „ražená“ výšivka). Zvláštní na nich bylo, že vzory byly nesymetrické a v neobvyklých proporcích. Například kousek ovoce mohl být větší než lidská postava a podobně. Plastické vzory se vyšívaly na nábytkových potazích, závěsech, orámování zrcadel a také na rukavicích. 
V 21. století je plastické vyšívání oblíbené zejména proto, že pro zhotovení neexistují žádná pravidla a omezení.

## Technika vyšívání

### Ruční vyšívání
Základní tkanina (z různých materiálů) je napnuta ve vyšívacím rámu, plastické vzory se dají tvořit různými metodami. Z odborné literatury jsou známé např.:
- Vzory se saténovým stehem vyšívaným na tlustou tkaninu přes vatelínovou([3]) vložku (viz hořejší snímek). Touoto metodou se vyšívají např. větvičky stromů, květiny, ovoce, zvířata.
- Jako vložka se pouužívá drát nebo tkané stužky, přes které se kladou stanové stehy (pro jemné zbží) nebo křížkové stehy (pro hrubší výšivku). Vložka se po zhotovení motivu vytáhne, stehy se nad dutinou přestříhnou a na vzoru se tak vytvoří plyšový povrch. Motivy výšivěk: Lístky, křídla hmyzu, květiny.[4] [1]

### Strojní vyšívání
Strojní vyšívání se provozuje na automatech s digitálním programováním. Jako výplň reliefu výšivky se obvykle používá pěnová guma, která se propichuje na konturách vzoru výšivkovými stehy. Pro strojově vyrobené se často používá přívlastek „puff“ (nabírané) výšivky. Vzorování je mnohem jednodušší než u ručně vyšívaných výrobků. Komerční výrobky se zhotovují většinou sériově jako výšivky na čepice, mikiny a bundy s firemní značkou nebo s maskoty sportovních klubů.
Amatérské strojní vyšívání se dá v 21. století prováět na speciálních šicích strojích s digitálním programováním vzorů.
Na internetu se nabízí řada návodů k použití této techniky spolu s návrhy vzorů. 